# الأصوات المنسية
الأصوات المنسية هي سلسلة من الأشرطة الصوتية والكُتب جُمعت في متحف حرب الإمبراطورية، وتوّثق الأشرطة الصوتية آلاف المقابلات مع الأشخاص الذين نجوا من الحروب التي كانت بريطانيا طرفاً فيها في القرن العشرين، وجُمع كل كتاب من قِبل مُحرر واحد - باستثاء مقدمة كل كتاب - وتتضمن جميع هذه الكُتب تقريباً مقتطفات من الأرشيف.
وتشمل السلسلة:
- الأصوات المنسية في الحرب الكبرى - ماكس آرثر
- الأصوات المنسية في سوم - جوشوا ليفين
- الأصوات المنسية في بلتز ومعركة بريطانيا - جوشوا ليفين
- الأصوات المنسية في الحرب العالمية الثانية - ماكس آرثر
- الأصوات المنسية في يوم إنزال النورماندي - رودرك بايلي
- الأصوات المنسية في الحرب السرية - رودرك بايلي
- الأصوات المنسية في الهولوكوست - لاين سميث
- الأصوات المنسية في فوكلاند - هيو مكمانرز
- الأصوات المنسية في بورما – جوليان ثومبسون
- الأصوات المنسية في دونكيرك – جوشوا ليفين
- الأصوات المنسية، فيكتوريا كروس -  رودرك بايلي